# Вокерот, Джон Ричард
Джон Ричард (Дик) Вокерот (англ. John Richard Vockeroth; 2 мая 1928, Бродерик, провинция Саскачеван — 16 ноября 2012, Оттава) — канадский энтомолог. Специалист по систематике двукрылых.

## Биография
Вокерот родился 2 мая 1928 года в городе Бродерике, провинция Саскачеван (Канада). Получил степень бакалавра (1948 год) и магистра (1949 год) в Саскачеванского университете. С 1949 по 1991 годы работал в Канадской национальной коллекции насекомых (англ. Canadian National Collection of Insects). В 1954 году защитил докторскую диссертацию по мухам-саркофагидам в Оксфордском университете. Вышел на пенсию в 2009 году.

## Научные достижения
Собрал коллекцию около 200000 экземпляров двукрылых. Был мировым экспертом по нескольким семействам, включая Mycetophilidae, Dolichopodidae, Syrphidae, Scathophagidae и Muscidae. Он описал 42 родов и 130 видов двукрылых.

### Некоторые роды двукрылых, описанные Вокеротом
- Acadia Vockeroth, 1980
- Acomoptera Vockeroth, 1980
- Adicroneura Vockeroth, 1980
- Aglaomyia Vockeroth, 1980
- Austalis Thompson & Vockeroth, 2003
- Cepa Thompson & Vockeroth, 2007
- Chaetopapuaia Vockeroth, 1972
- Citrogramma Vockeroth, 1969
- Dideomima Vockeroth, 1969
- Drepanocercus Vockeroth, 1980
- Exallandra Vockeroth, 1969
- Garrettella Vockeroth, 1980
- Giluwea Vockeroth, 1969
- Gymnopapuaia Vockeroth, 1972
- Loicia Vockeroth, 1980
- Masoniella Vockeroth, 1995
- Notosyrphus Vockeroth, 1969
- Pleurochaetella Vockeroth, 1965
- Saigusaia Vockeroth, 1980
- Xela Thompson & Vockeroth, 1999

## Признание
В 1997 году получил премию Чарльза Александера, присуждаемую Обществом североамериканских диптерологов. Многие таксоны членистоногих были названы в его честь, в том числе:
- Rhegmoclema vockerothi  Cook, 1969
- Stilpon vockerothi Cumming, 1992
- Vockerothia Matile 1990
- Johnrichardia Perez-Gelabert & Thompson 2006
- Vockerothiella Ghorpade 1994
- Vockerothempis Saigusa 2012

## Публикации
Вокерот автор более 120 публикаций, в том числе 12 глав в руководстве по неарктическим двукрылым (англ. Manual of Nearctic Diptera).
- Vockeroth J.R. Specific characters in tarsal claws of some species of Aedes (Diptera: Culicidae) (англ.) // The Canadian Entomologist : journal. — 1950. — Vol. 82. — P. 160–162.
- Vockeroth J.R. The North American species of the family Opomyzidae (Diptera: Acalypterae) (англ.) // The Canadian Entomologist : journal. — 1961. — Vol. 93. — P. 503–522.
- Vockeroth J.R. A revision of the genera of the Syrphini (Diptera: Syrphidae) (англ.) // Memoirs of the Entomological Society of Canada : journal. — 1969. — Vol. 62. — P. 1–176.
- Boyes J.W., Boyes B.C., Brink J.M., and Vockeroth J.R. . Cytotaxonomy of South American Syrphinae (Diptera: Syrphidae) (англ.) // Genetica : journal. — 1973. — Vol. 44. — P. 368–415.
- Vockeroth J.R. Key to male Dolichopus of Ottawa district. (англ.) // Fly Times : journal. — 1995. — Vol. 14. — P. 8–14.
- Vockeroth J. R. The Flower Flies of the Subfamily Syrphinae of Canada, Alaska, and Greenland. Diptera: Syrphidae. — Ottava, 1992. — (The Flower Flies of the Subfamily Syrphinae of Canada, Alaska, and Greenland. Diptera: Syrphidae. Vol. 18).